# Mark Payne
Mark Christopher Payne, (nacido el 17 de junio de 1988 en Lubbock, Texas) es un exjugador de baloncesto estadounidense. Con 2.03 metros de estatura, jugaba en la posición de escolta. 

## Trayectoria
- Club Baloncesto Granada (2011)
- CB Axarquía (2011)
- CB Málaga (2011-2012)
- Panionios BC (2012-2013)
- PAOK Salónica BC (2013-2014)
- Reims Basket (2014-2015)
- CSP Limoges (2015-2016)
- Reims Basket (2016-2017)